# Luca Cirigliano
Luca Cirigliano (* 1981 in Aarau) ist ein Schweizer Jurist und Gewerkschaftsfunktionär. Seit 2012 ist er Zentralsekretär des Schweizerischen Gewerkschaftsbundes (SGB) mit den Dossiers Arbeitsrecht, Arbeitssicherheit und internationale Angelegenheiten. Zuvor war er nebenamtlicher Bezirksrichter im Kanton Aargau.

## Leben und Karriere
Als gebürtiger Italiener, der in der Schweiz aufgewachsen war, liess sich Luca Cirigliano gleich nach der Matura einbürgern. Er studierte Rechtswissenschaften und Kunstgeschichte an den Universitäten Zürich und Genf und wurde zum Dr. iur. promoviert. Von 2005 bis 2012 war er wissenschaftlicher Mitarbeiter an den Lehrstühlen für Öffentliches Recht sowie für Europa- und Völkerrecht an der Universität Zürich bei Helen Keller Richterin am Europäischen Gerichtshof für Menschenrechte (EGMR).
2008 wurde er im Alter von 27 Jahren zum nebenamtlichen Bezirksrichter am Bezirksgericht Lenzburg gewählt und war damit einer der jüngsten Richter im Kanton Aargau. Während seiner elfjährigen Amtszeit war er unter anderem am sogenannten Vierfachmord-von-Rupperswil-Mordprozess als Richter beteiligt.
Seit 2012 ist Cirigliano Zentralsekretär des SGB. Er ist Mitglied der Eidgenössischen Arbeitskommission und der Eidgenössischen Koordinationskommission für Arbeitssicherheit. Er ist zudem Mitglied des Verwaltungsrats und der Tripartiten Kommission für Angelegenheiten der Internationalen Arbeitsorganisation (IAO); im April 2025 wurde er vom Schweizer Bundesrat zum Mitglied der  Delegation ernannt, die die Schweiz an der 113. Tagung der Internationalen Arbeitskonferenz, dem höchsten Organ der IAO, in Genf vertritt. Des Weiteren ist er Mitglied des Gemeinsamen Pensionsausschusses der Vereinten Nationen (United Nations Joint Staff Pension Fund). Darüber hinaus engagiert er sich im Stiftungsrat der Stiftung Entschädigung für Asbestopfer. Ähnliche gesundheitliche Risiken wie im Falle der inzwischen bewiesenen Gefährdung durch Asbest am Arbeitsplatz könnten sich auch durch Konfrontation mit Nanopartikeln ergeben, befürchtet der Arbeitsrechtler. Immer wieder hat sich Cirigliano mit dem Thema Mobbing am Arbeitsplatz befasst. Nach seinem Dafürhalten werden die bestehenden Erkenntnisse dazu in den entsprechenden Vorschriften in der Schweizer Arbeitswelt bislang noch nicht adäquat umgesetzt, obwohl es an Wissen und an gesetzlichen Mitteln im Bereich Gesundheitsschutz dazu nicht mangle. Bei der seit 2019 zu beobachtenden stetigen Zunahme der krankheitsbedingten Ausfälle vorab von jungen Arbeitnehmenden sieht er als einen wesentlichen Faktor die immer mehr verschwindende Grenze zwischen Arbeit und Freizeit. Die Pflicht, ständig für die Firma erreichbar resp. verfügbar zu sein, erhöhe den bereits bestehenden Druck in der  Arbeitswelt. Dies könne schlimmstenfalls zu einer eigentlichen „Burnout-Epidemie“ führen, so seine Warnung. Eine Ausweitung der Sonntagsarbeit etwa sei keineswegs im Sinne der gewerkschaftlichen Anliegen, da stressfördernd. Traditionellerweise sei der Gesundheitsschutz stets eine tragende Säule des Arbeitsrechts gewesen. Die entsprechenden Bestimmungen gelte es weiterhin zu respektieren und zu verteidigen.

## Publikationen (Auswahl)
- Experimente mit dem Staatsvolk: Das Aargauer Bürgerrecht 1798–1848. Ein Beitrag zur Geschichte des Bürgerrechts. Dike, Zürich 2015, ISBN 978-3-7255-7444-5 (schulthess.com).
- Ausgewählte Fragen des neuen Sanierungsrechts, in: Jusletter, 29. September 2014.[2]
- Nano-Materialien als Emerging Risk am Arbeitsplatz, in: Sicherheit & Recht 3/2013, S. 187–193.[2]
- Thematisierungsprozesse des Rechts und der Massenmedien am Beispiel der Massnahmen gegen Zwangsheiraten, in: Brennpunkt Medienrecht, Zürich: Dike, 2009, S. 265–303.[2]
- Die rote Linie – Zur grundrechtlichen Beschränkung der Politik. In: Schweizer Monat. Ausgabe 1008, Juli 2013 (schweizermonat.ch).
- Datenschutz und Überwachung im Homeoffice – Zu den rechtlichen Grenzen der technischen Möglichkeiten. In: Thomas Geiser et al. (Hrsg.): Ein Kunstflug durch das Recht und die Governance – Festschrift zum 65. Geburtstag von Roland Müller. Dike Verlag, Zürich 2021, ISBN 978-3-03891-278-1, S. 51 ff. (dike.ch).

## Interviews und Medienauftritte
Cirigliano tritt regelmässig als Experte in medienrechtlichen und arbeitsrechtlichen Fragen in Fachmedien sowie in der Tagespresse auf. In Interviews äussert er sich zu aktuellen arbeitsrechtlichen Herausforderungen, insbesondere zur sozialen Verantwortung von Unternehmen und zur Rolle des Sozialpartnersystems.
- Interview mit Luca Cirigliano über das Milizsystem in der Schweiz.[13]
- Interview zur Corona-Krise: Rechte & Pflichten im Büro und im Homeoffice.[14]